# Рачки (Подляское воеводство)
Рачки (пол. Raczki) — ранее город, а сейчас деревня в Сувалкском повете Подляского воеводства Польши. Административный центр гмины Рачки. Находится примерно в 16 км к юго-западу от центра города Сувалки. По данным переписи 2011 года, в деревне проживало 2320 человек.

## История
Рачки были основаны в первой половине XVI века на землях семьи Михновичей Рачковичей. Упомянуты в документе 1558 года. В 1682 король Ян III Собеский дал городу привилегию на проведение двух ярмарок в год и еженедельный рынок. В 1703 году король Август III дал городу привилегию на новый рынок.
В результате Третьего раздела Речи Посполитой Пшеросль вошла в состав Пруссии, а затем Герцогства Варшавского (1807) и Царства Польского (1812). В 1869 году была лишена статуса города.
В 1820 году в городе проживало 1557 жителей: 261 христианин, 1214 евреев и 82 представителя иных религий; было 189 домов, из которых только три мурованные. В 1830 году в городе было 204 дома и 2500 жителей. В 1886 году — 194 дома (из них 11 мурованных) и 2807 жителей.
Около 1870 года Рачки утратили статус города.
В 1938 году в Рачках проживал 1841 житель: 1377 католиков, 413 иудеев, 27 евангеликов (лютеранов и кальвинистов), 5 православных, 19 представителей иных религий.
В 1975—1998 годах деревня была частью Сувалкского воеводства.